# Instituto Americano de Engenheiros de Mineração, Metalurgia e Petróleo
O Instituto Americano de Engenheiros de Mineração, Metalurgia e Petróleo (AIME) é uma associação profissional de mineração e metalurgia, com mais de 145 mil membros. Foi fundada em 1871 por 22 engenheiros de minas em Wilkes-Barre, Pensilvânia, Estados Unidos, sendo uma das primeiras sociedades nacionais de engenharia do país. O seu estatuto é “promover e disseminar, através dos programas das Sociedades Membros, o conhecimento da engenharia e das artes e ciências envolvidas na produção e utilização de minerais, metais, fontes de energia e materiais para o benefício da humanidade”.

## História
Conhecido pelo nome original Instituto Americano de Engenheiros de Mineração (AIME), o instituto contava no início de 1915 com mais de 5 mil membros, compostos por membros honorários, eleitos e associados. A reunião anual do instituto foi realizada em fevereiro, com outras reuniões durante o ano autorizadas pelo conselho. O instituto publica anualmente três volumes de Transações e um Boletim mensal que aparece no primeiro dia de cada mês. A sede do instituto ficava no Edifício de Engenharia da cidade de Nova Iorque.